# 岡本恭
岡本 恭（おかもと きょう、1980年10月21日 - ）は、北日本放送の女性レポーター・ラジオディレクター。富山県富山市出身。血液型B型。富山県立富山東高等学校、富山大学卒、2004年入社。
愛称は「恭ちゃん」。福山雅治の大ファン。
2011年9月から産休に入り、その後復帰して現在に至っている。

## 担当番組
ラジオ
- とれたてワイド朝生!
- ご近所ラジオKNB!
- お仕事応援バラエティ じょぶら～☆
- でるラジ